# 巴图鲁伊拉喀
巴图鲁伊拉喀（?—?），明朝末年女真人。努尔哈赤的部下。
伊拉喀是建州女真人，被封为巴图鲁。努尔哈赤很赏识他，把女儿许配了他。但是，他对努尔哈赤并不效死力，没有原因就休弃妻子。努尔哈赤对他猜忌，害怕他之后生出变故、反对自己，于是杀死了巴图鲁伊拉喀。努尔哈赤之后曾经说：「巴圖魯伊拉喀，朕以女妻之，乃不終效力，無端棄妻。恐後生變，故殺之。」有报道称，唐邦治考证认为其妻即是嫩哲格格，具体来源不详。嫩哲格格二十多岁嫁给达尔汉，年龄远高当时女真女子初婚年龄。巴图鲁伊拉喀弃妻之说或是解释她高龄成婚的说法之一。